# Bertin Tokéné
Bertin Tokéné (ur. 10 maja 1975 w Duali) – kameruński piłkarz występujący na pozycji obrońcy, posiadący też obywatelstwo belgijskie.
Grał w klubach piłkarskich Belgii (Charleroi, Cercle Brugge) i Francji (Grenoble Foot 38, Brest, Tours FC, R.J.S. Heppignies-Lambusart-Fleurus).
W pierwszej lidze belgijskiej rozegrał 100 spotkań i zdobył 2 bramki.